# Herta Ehlert
Herta Ehlert (nascida Hertha Liess; Berlim, 26 de março de 1905 – 4 de abril de 1997) foi uma guarda feminina de campos de concentração nazistas durante a Segunda Guerra Mundial, julgada e condenada por crimes de guerra e crimes contra a Humanidade.
Trabalhava como vendedora quando foi cooptada pela SS e tornou-se guarda de campo em 15 de novembro de 1939, recebendo treinamento em Ravensbrück. Em 1942, como Aufseherinnen (guarda auxiliar feminina), foi transferida para Majdanek, perto de Lublin. Alguns oficiais da SS notaram que o comportamento de Herta era algo leniente, polido e assistencialista para com os prisioneiros e a enviaram de volta a Ravensbruck para novo treinamento, sob comando de Dorothea Binz, mais tarde enforcada por crimes de guerra e atrocidades. Após a guerra ela descreveria o treinamento em Ravensbruck como "fisicamente e emocionalmente exigente".
Mais tarde ela foi transferida para Auschwitz, onde supervisionou mulheres que comandavam grupos de trabalho escravo. Ela ainda serviria no campo adjunto de Rajsko, na Polônia, antes de ser transferida para Bergen-Belsen em fevereiro de 1945, onde se tornaria subsupervisora sob as ordens de Irma Grese e Elisabeth Volkenrath.
Após a libertação do campo pelas tropas britânicas em abril de 1945, Ehlert foi presa e levada a julgamento no Julgamento de Belsen, ocorrido entre setembro e novembro de 1945, onde foi condenada a 15 anos de prisão. Teve a pena comutada anos depois, sendo libertada em 7 de maio de 1953 e passou a viver na Alemanha sob o nome de Herta Naumann. Morreu aos 92 anos de idade, em 1997.